# Datagram Transport Layer Security
Il Datagram Transport Layer Security (DTLS) è un protocollo di comunicazione progettato per proteggere la privacy dei dati e prevenire intercettazioni e manomissioni; si basa sul protocollo Transport Layer Security, che fornisce sicurezza alle reti di comunicazione basate su computer. La differenza principale tra DTLS e TLS è che il primo utilizza UDP e TLS utilizza TCP. Viene utilizzato in navigazione Web, posta, messaggistica istantanea e VoIP. Come anche l’SRTP, questo è uno dei protocolli di sicurezza utilizzati per la tecnologia WebRTC.